# Mniobia bredensis
Mniobia bredensis är en hjuldjursart som beskrevs av De Koning 1947. Mniobia bredensis ingår i släktet Mniobia och familjen Philodinidae. Arten är reproducerande i Sverige. Inga underarter finns listade i Catalogue of Life.